# Municipio de Jefferson (condado de Knox)
El municipio de Jefferson (en inglés: Jefferson Township) es un municipio ubicado en el condado de Knox en el estado estadounidense de Ohio. En el año 2010 tenía una población de 633 habitantes, y una densidad poblacional de 7,43 personas por kilómetro cuadrado.

## Geografía
El municipio de Jefferson se encuentra ubicado en las coordenadas 40°31′49″N 82°13′59″O / 40.53028, -82.23306. Según la Oficina del Censo de los Estados Unidos, el municipio tiene una superficie total de 85.21 km², de la cual 84,68 km² corresponden a tierra firme y (0,62 %) 0,53 km² es agua.

## Demografía
Según el censo de 2010, había 633 personas residiendo en el municipio de Jefferson. La densidad de población era de 7,43 hab./km². De los 633 habitantes, el municipio de Jefferson estaba compuesto por el 98,42 % blancos, el 0,32 % eran afroamericanos, el 0,16 % eran asiáticos y el 1,11 % eran de una mezcla de razas. Del total de la población el 0,32 % eran hispanos o latinos de cualquier raza.